# Athelges takanoshimensis
Athelges takanoshimensis is een pissebed uit de familie Bopyridae. De wetenschappelijke naam van de soort is voor het eerst geldig gepubliceerd in 1914 door Ishii.